# Височанська селищна територіальна громада
Височанська селищна громада — територіальна громада в Україні, в Харківському районі Харківської області. Адміністративний центр — селище Високий.
Площа громади — 61,1 км2, населення громади — 27 478 осіб (2020)
Утворена 12 червня 2020 року шляхом об'єднання Височанської, Бабаївської і Покотилівської селищних рад та частини Яковлівської (с. Ржавець) сільської ради Харківського району Харківської області. Перші вибори селищної ради та селищного голови Височанської селищної громади відбулися 25 жовтня 2020 року.

## Населені пункти
До складу громади входять 3 селища (Високий, Бабаї і Покотилівка) та 3 села (Затишне, Нова Березівка, Ржавець).